# Shit Va Pin
Shit Va Pin är ett musikalbum som släpptes den 27 juli 2012 av den svenska musik och humorgruppen De Vet Du. Albumet har över 25 miljoner spelningar på Spotify. Singlarna "BadBoy", "Din Syrra" och "Shit Va Pin" har samtliga sålt guld. Albumet är ett samlingsalbum med de låtar som gruppen gjorde innan de skrev på ett skivkontrakt med Universal Music Sverige.  

## Låtlista
1. "Shit Va Pin" (3:12)*
2. "Din Syrra" (2:38)
3. "Bågar Utan Glas" (3:34)
4. "Sture P" (3:23)
5. "Kär I En Gamer" (3:41)
6. "BadBoy" (2:59)
7. "Hon Va En Han" (3:39)
8. "Dansa Är Kul (Men Jag Föredrar Å Supa)" (2:47)